# Лытикова, Александра Ивановна
Александра Ивановна Лытикова (12 ноября 1912 — 2 ноября 1989) — передовик советского сельского хозяйства, доярка колхоза имени Сталина Луховицкого района Московской области, Герой Социалистического Труда (1949).

## Биография
Родилась в 1912 году в селе Дединово Зарайского уезда Рязанской губернии в крестьянской семье. Завершив обучение в начальной школе, с 14-ти лет трудоустроилась в местный совхоз "Красная Пойма" в полеводческую бригаду, а затем стала работать дояркой.
С 1938 года работала в колхозе имени Сталина, дояркой в родильном отделении. В начале Великой Отечественной войны была направлена на строительства оборонительных сооружений на подступах к Москве, потом трудилась в тылу. После возвращения колхозного стада из эвакуации в 1944 году продолжила работу дояркой в колхозе имени Сталина.
В январе 1946 года в её группе числилось 18 коров, она была отмечена как лучшая доярка района на бюро райкома партии. В 1948 году от восьми коров Лытикова получила 5716 килограммов молока в среднем за год от одной коровы. Некоторые давали больше 6000 килограммов молока.
«За получение высокой продуктивности животноводства в 1948 году», указом Президиума Верховного Совета СССР от 24 июня 1949 года Александре Ивановне Лытиковой было присвоено звание Героя Социалистического Труда с вручением ордена Ленина и медали «Серп и Молот».
Продолжала и дальше трудиться в сельском хозяйстве.
Проживала в родном селе Дединово. Умерла 2 ноября 1989 года. Похоронена на сельском кладбище.

## Награды
За трудовые успехи была удостоена:
- золотая звезда «Серп и Молот» (24.06.1949)
- орден Ленина (24.06.1949)
- Орден Трудового Красного Знамени (22.03.1966)
- Медаль «За оборону Москвы»
- другие медали.
- Мастер высокой культуры животноводства (1967).